# Норран-Фонт (кантон)
Норран-Фонт (фр. Norrent-Fontes) — упразднённый кантон во Франции, регион Нор-Па-де-Кале, департамент Па-де-Кале. Входил в состав округа Бетюн.
В состав кантона входили коммуны (население по данным Национального института статистики за 2008 год):
- Ам-ан-Артуа (992 чел.)
- Блесси (822 чел.)
- Бурек (544 чел.)
- Вестреем (232 чел.)
- Виттернесс (571 чел.)
- Исберг (9 395 чел.)
- Керн (452 чел.)
- Ламбр (1 069 чел.)
- Ленгем (212 чел.)
- Линьи-ле-Эр (580 чел.)
- Льеттр (289 чел.)
- Мазенгем (422 чел.)
- Норран-Фонт (1 431 чел.)
- Оши-о-Буа (447 чел.)
- Рели (432 чел.)
- Ромбли (33 чел.)
- Сен-Илер-Котт (816 чел.)
- Эстре-Бланш (926 чел.)

## Экономика
Структура занятости населения:
- сельское хозяйство — 3,4 %
- промышленность — 35,6 %
- строительство — 8,0 %
- торговля, транспорт и сфера услуг — 26,2 %
- государственные и муниципальные службы — 26,7 %

## Политика
На президентских выборах 2012 г. жители кантона отдали Франсуа Олланду в 1-м туре 34,9 % голосов против 23,5 % у Марин Ле Пен и 18,2 % у Николя Саркози, во 2-м туре в кантоне победил Олланд, получивший 64,1 % голосов (2007 г. 1 тур: Сеголен Руаяль — 30,0 %, Саркози — 20,7 %; 2 тур: Руаяль — 60,9 %). На выборах в Национальное собрание в 2012 г. по 8-му избирательному округу департамента Па-де-Кале они поддержали действующего депутата, члена Социалистической партии Мишеля Лефэ, набравшего 49,1 % голосов в 1-м туре и 68,2 % — во 2-м туре. (2007 г. 9-й округ. 1 тур: Андре Флажоле (СНД) — 38,6 %, 2 тур: Жак Меллик (СП) — 50,9 %). На региональных выборах 2010 года в 1-м туре победил список социалистов, собравший 38,9 % голосов против 18,7 % у списка «правых» и 16,5 % у Национального фронта. Во 2-м туре единый «левый список» с участием социалистов, коммунистов и «зелёных» во главе с Президентом регионального совета Нор-Па-де-Кале Даниэлем Першероном получил 57,4 % голосов, «правый» список во главе с сенатором Валери Летар занял второе место с 22,3 %, а Национальный фронт Марин Ле Пен с 20,3 % финишировал третьим.
|  | Кандидат     | Партия                  | % голосов |
|  | ------------ | ----------------------- | --------- |
|  | Жак Напьераж | Социалистическая партия | 100,00    |